# Max Raab
Max Raab (* 2. Juli 1902 in Hof an der Saale; † 26. Januar 1973) war ein deutscher Politiker (NPD).
Raab absolvierte sowohl die kaufmännische als auch die banktechnische Ausbildung und war danach in seiner Heimatstadt Hof sowie in Dresden und Leipzig tätig. Er war auch relativ früh für den Deutschen Handels- und Industrieangestellten-Verband ehrenamtlich aktiv. Im Zweiten Weltkrieg wurde er auf Kreta eingesetzt, nach dem Krieg arbeitete er als selbstständiger Handelsvertreter.
Seit dessen Gründung war Raab Vorsitzender des Kreisverbands der NPD in Hof und ferner stellvertretender Bezirksvorsitzender in Oberfranken. Von 1966 bis 1970 gehörte er zu den Abgeordneten der NPD im Bayerischen Landtag.